# Трутенко Валентин Максимович
Валенти́н Макси́мович Труте́нко (*12 березня 1881, м. Звенигородка, тепер Черкаська область — †30 січня 1953, м. Сантьяго, Чилі) — генерал-хорунжий Армії УНР.

## Життєпис
Народився у Звенигородці на Київщині. Закінчив Володимирський Київський кадетський корпус, у 1901 — Київське піхотне юнкерське училище, пізніше — Миколаївську академію Генерального штабу. Службу почав у 176-му Переволоченському полку, що розташовувався у Звенигородці. Станом на січень 1909 року служив у 175-у Батуринському полку, що знаходився в Умані. У роки Першої світової війни 1914-18 — на Західному фронті. 20 листопада 1915 за проявлену хоробрість його нагороджено Георгіївською зброєю. У 1916- командир 175-го піхотного Батуринського полку, підполковник.
Після Лютневої революції 1917- організатор українського військового з'їзду Західного фронту у Ризі, здійснював українізацію частин 12-ї російської армії. У листопаді 1917 очолив і привів на Чернігівщину українізований Батуринський полк, який взимку 1918 брав участь у боях з більшовицькими військами.
За Гетьманату командував частинами на Катеринославщині й Черкащині. Під час антигетьманського повстання виступив на боці Директорії УНР. Був призначений начальником Могилів-Подільської юнацької школи. 
З грудня 1919 — помічник командира 3-ї Залізної дивізії, а під час Першого зимового походу 1919-20 виконував обов'язки командира — виконувач обов"язки командира 3-ї Залізної В. Ольшевський передав командування дивізією Трутенку. 26 грудня «залізні» розбиті білогвардійцями; в командуванні дійшло до взаємних звинувачень між Трутенком і Чижевським. З вцілілих формувань дивізії утворено 3-й кінний полк під рукою полковника Стефанова. 
На початку січня 1920 Трутенко призначений комендантом Липовецького повіту. У квітні-травні командував повстанським відділом, з травня згідно з наказом проводив агітаційну роботу в Ананіївському та Балтському повітах. З серпня працює помічником начальника Кам"янець-Подільської Спільної юнацької школи. Учасник боїв на більшовицькому фронті восени 1920. 
З листопада 1920 перебував серед військовиків інтернованих частин Армії УНР у Польщі, начальник Спільної юнацької школи (1922). У 1924 після ліквідації таборів виїхав у Німеччину, де приєднався до угруповання гетьмана П.Скоропадського. Обирався отаманом Українського Вільного Козацтва (УВК), був військовим аташе гетьманського екзильного уряду в Німеччині.
Після Другої світової війни деякий час перебував у німецькому таборі Міттенвальді. У 1948 емігрував у Чилі. Помер у Сантьяго.